# 东柳街道 (宁波市)
东柳街道，是中华人民共和国浙江省宁波市鄞州区下辖的一个乡镇级行政单位。因驻地原矮柳村位于宁波老城区东端而得名:196。

## 历史
唐朝时属鄮县万龄乡，宋、元、明时属鄞县万龄老界乡，清朝时属老界乡赤城里，民国初期属鄞县城区，1919年属鄞县第四区，1927年属宁波市城区，1935年属鄞县江东镇，1949年属江东区，1997年1月设立东柳街道:196，2016年9月划归鄞州区管辖。

## 行政区划
东柳街道下辖以下地区：
园丁社区、月季社区、东柳坊社区、华光城社区、太古城社区、华侨城社区、幸福苑社区、安居社区、锦苑社区、中兴社区和东海花园社区。